# 圣西普里安 (洛特省)
圣西普里安（法語：Saint-Cyprien，法語發音：[sɛ̃ sipʁijɛ̃] ⓘ）是法国洛特省的一个旧市镇，属于卡奥尔区。2018年，圣西普里安与临近的2个市镇合并为新市镇凯尔西地区朗杜。

## 地理
圣西普里安（44°18'28"N, 1°15'50"E）面积15.07 平方千米，位于法国奧克西塔尼大區洛特省，该省份为法国西南部内陆省份，北起顺时针与科雷兹省、康塔爾省、阿韦龙省、塔恩-加龙省、洛特-加龍省和多尔多涅省接壤。
与圣西普里安接壤的市镇（或旧市镇、城区）包括：索沃泰尔、拉斯卡巴讷、白色凯尔西地区蒙屈克、圣阿洛齐、圣洛朗洛尔米、蒙屈克。

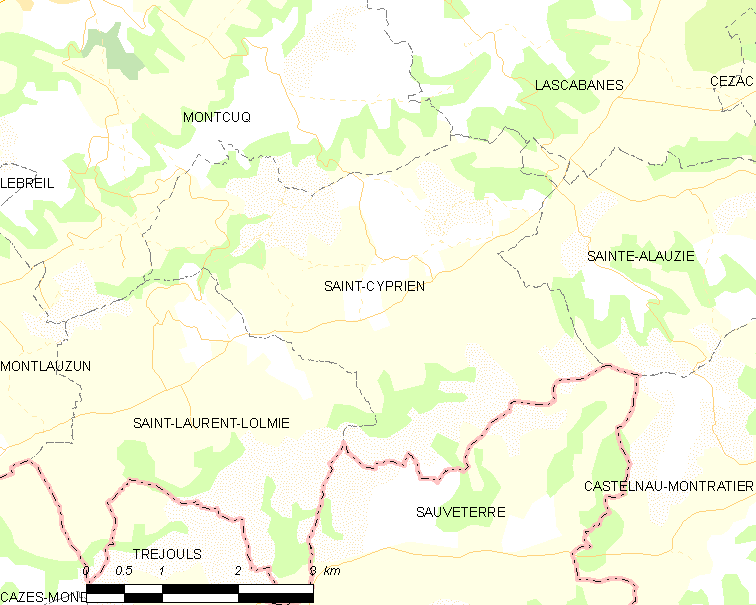
的OSM定位图

圣西普里安的时区为UTC+01:00、UTC+02:00（夏令时）。

## 行政
圣西普里安的邮政编码为46800，INSEE市镇编码为46262。

## 政治
圣西普里安所属的省级选区为吕泽什县。

## 人口

1962-2008年间人口变化图示

圣西普里安于2018年1月1日时的人口数量为255人。